# Burgstall Am Schlossberg
Der Burgstall Am Schlossberg bezeichnet eine abgegangene mittelalterliche Höhenburg auf 534 m ü. NHN im Bereich Oberer Wald etwa 800 Meter südöstlich des Haltepunktes Mauthaus bei Steinwiesen im Landkreis Kronach in Bayern.
Von der ehemaligen Burganlage ist nichts erhalten.